# 歧枝黄耆
歧枝黄耆（学名：Astragalus gladiatus）是豆科黄芪属的植物。分布于巴基斯坦、印度、俄罗斯以及中国大陆的新疆、西藏等地，生长于海拔3,400米的地区，多生长于山坡砾石地，目前尚未由人工引种栽培。

## 别名
剑叶黄芪（植物研究）